# Kecamatan Labuhan Haji (distrikt i Indonesien, Nusa Tenggara Barat)
Kecamatan Labuhan Haji är ett distrikt i Indonesien.   Det ligger i provinsen Nusa Tenggara Barat, i den sydvästra delen av landet, 1 100 km öster om huvudstaden Jakarta. Kecamatan Labuhan Haji ligger på ön Lombok Island.